# Psammolyce kinbergi
Psammolyce kinbergi är en ringmaskart som beskrevs av Hansen 1882. Psammolyce kinbergi ingår i släktet Psammolyce och familjen Sigalionidae. Inga underarter finns listade i Catalogue of Life.